# Sara Lindborg
Sara Lindborg (gift Jacobsson), född 30 november 1983 i Falun, är en svensk längdskidåkare som tävlade på världscupsnivå och för Östersunds SK. Hon har en 12:e plats som bästa resultat i världscupen (10 km klassiskt i Otepää den 27 januari 2007). 2018 meddelade Lindborg att hon avslutar karriären.